# Nghĩa vụ quân sự tại Bắc Triều Tiên

Các quốc gia đang thực hiện nghĩa vụ quân sự

Nghĩa vụ quân sự tại Bắc Triều Tiên diễn ra dù có sự mơ hồ về tình trạng pháp lý. Nam giới được gọi nhập ngũ trên toàn quốc trong khi phụ nữ phải chịu chế độ quân dịch bắt buộc có chọn lọc. Nghĩa vụ quân sự diễn ra ở độ tuổi 17 và kết thúc khi 30 tuổi. Con cái của giới tinh hoa chính trị được miễn nghĩa vụ quân sự, cũng như những người có songbun xấu (thành phần xuất thân ở Bắc Triều Tiên). Việc tuyển quân được thực hiện dựa trên cơ sở các mục tiêu hàng năm do Quân ủy Trung ương Đảng Lao động Triều Tiên lập ra và được các trường học thực hiện tại địa phương. Chế độ quân dịch này bắt đầu từ trước Chiến tranh Triều Tiên.

## Bối cảnh
Cộng hòa Dân chủ Nhân dân Triều Tiên được coi là xã hội quân sự hóa nhất thế giới. Có tới một trong ba người Bắc Triều Tiên có thể là thành viên của một trong nhiều tổ chức quân sự tại bất kỳ thời điểm nào.

## Lịch sử
Chế độ quân dịch bắt buộc ở Bắc Triều Tiên bắt đầu trước Chiến tranh Triều Tiên. Phương thức tuyển quân này đã giúp Quân đội Nhân dân Triều Tiên (KPA) gia tăng lực lượng nhanh chóng trước khi chiến tranh nổ ra vào năm 1950. Năm 1993, thời hạn tham gia nghĩa vụ quân sự được kéo dài từ tám năm lên mười năm.

## Tình trạng pháp lý
Năm 1958, Bắc Triều Tiên đã thông qua Quyết định Nội các số 148 để xác định nghĩa vụ quân sự của lính nghĩa vụ là ba năm rưỡi trong quân đội và bốn năm trong hải quân. Năm 1993, nghĩa vụ quân sự được mở rộng lên mười năm theo lệnh của Kim Jong Il. Năm 1996, nghĩa vụ quân sự được gia hạn thêm và lính nghĩa vụ hiện sẽ phải phục vụ cho đến khi họ 30 tuổi. Theo một số nguồn tin, nghĩa vụ quân sự đã được quy định thành luật do Hội đồng Nhân dân Tối cao khóa X thông qua vào năm 2003.
Năm 2003, Bắc Triều Tiên tuyên bố với Ủy ban Liên Hợp Quốc về Quyền Trẻ em rằng tất cả việc nhập ngũ trong nước đều dựa trên cơ sở tự nguyện.
Chỉ tiêu mục tiêu hàng năm cho nghĩa vụ quân sự do Quân ủy Trung ương Đảng Lao động Triều Tiên và Ủy ban Quốc phòng Cộng hòa Dân chủ Nhân dân Triều Tiên đặt ra, trước khi Hiến pháp được sửa đổi vào năm 2016. Các lệnh này sau đó được các quan chức địa phương thực hiện ở cấp tỉnh, thành phố trực thuộc trung ương và quận. Cấp quận giao nhiệm vụ tuyển dụng tân binh cho các trường học địa phương.
Mặc dù tình trạng pháp lý của chế độ quân dịch bắt buộc ở Bắc Triều Tiên không hoàn toàn rõ ràng, nhưng trên thực tế, quốc gia này vẫn duy trì kiểu nghĩa vụ quân sự này.

## Trong thực tế

### Tuyển quân
Tất cả nam giới trên 17 tuổi thực sự đều phải nhập ngũ vào KPA. Họ phải tham dự các cuộc mít tinh tuyển quân liên tục trong đó gần như không thể từ chối nhập ngũ.
Những người đàn ông trẻ tuổi rất hào hứng với việc nhập ngũ vì nó bảo vệ họ khỏi sự kỳ thị dành cho những người không tham gia quân đội. Một số động lực tích cực vẫn tồn tại, vì huấn luyện quân sự luôn làm tăng cơ hội việc làm của người nhập ngũ sau nghĩa vụ quân sự.
Người lính nghĩa vụ không chỉ có những nghĩa vụ trong mà còn trước và sau thời hạn phục vụ. Đăng ký nhập ngũ diễn ra ở độ tuổi 14, và hai vòng kiểm tra sức khỏe được thực hiện ở độ tuổi 15 hoặc 16. Kiểm tra sức khỏe đảm bảo rằng những người nhập ngũ đáp ứng yêu cầu cao ít nhất 148 cm và nặng 43 kg, mặc dù có một số trường hợp ngoại lệ.
Việc nhập ngũ thường diễn ra ở độ tuổi 17 sau khi tốt nghiệp trung học phổ thông. Các vấn đề về kinh tế, chính trị và sức khỏe được cân nhắc khi quyết định nhập ngũ. Một số người có thể hoãn nghĩa vụ quân sự nếu họ tiếp tục học ở trường trung học hoặc đại học.
Những công nhân lành nghề, kỹ thuật viên, thành viên của một số tổ chức chính phủ, và con cái của những nhân vật nổi tiếng trong giới chính trị và quân sự thường bị loại khỏi nghĩa vụ quân sự. Khoảng 30% nam học sinh trung học cơ sở, thường là con trai của giới thượng lưu, đều được miễn nghĩa vụ quân sự để học thẳng từ trung học lên bậc cao đẳng hoặc đại học. Ví dụ, Kim Jong Il chưa bao giờ phải tham gia nghĩa vụ quân sự bắt buộc. Ngoài những người được hưởng đặc quyền, thì những ai bị coi là không trung thành về mặt chính trị (những người có songbun đặc biệt tệ hại) cũng được miễn nghĩa vụ quân sự.
Khi vừa mới nhập ngũ, quân nhân được phân công vào một quân chủng, chuyên môn hóa và một đơn vị trực chiến.

### Nhập ngũ
Mỗi tân binh đều bắt đầu nghĩa vụ quân sự của mình bằng khóa huấn luyện cơ bản kéo dài khoảng hai tháng trong quân đội, và lên đến ba tháng trong không quân và hải quân. Các phương pháp huấn luyện nhấn mạnh vào việc ghi nhớ và lặp lại, nhưng cũng nhấn mạnh vào các kỹ năng tâm lý, nghề nghiệp và kỹ thuật. Các cuộc tập trận thường diễn ra vào ban đêm và sự lặp đi lặp lại một phần là do tính chất công nghệ thấp của lực lượng, nhưng cũng là để nâng cao hiệu suất đạt tiêu chuẩn. Các phương pháp huấn luyện có hiệu quả và tạo ra một lực lượng chiến đấu, theo James Minnich, "rất thành thạo những điều cơ bản ngay cả trong điều kiện bất lợi". Các ứng viên hạ sĩ quan được lựa chọn dựa trên thành tích quân sự. Vì phần lớn sĩ quan đã từng thăng tiến trong quân ngũ, nên kết quả là một quân đoàn theo chủ nghĩa bình đẳng có các sĩ quan quen thuộc với những mối quan tâm của những tân binh bình thường. Điều kiện rất khắc nghiệt, và quá trình huấn luyện thường kéo dài từ 5 giờ sáng đến 10 giờ tối.
Quân nhân được yêu cầu trồng lương thực để bổ sung cho khẩu phần ăn ít ỏi của họ, từ 700 đến 850 gam. Họ còn bị áp đặt hoạt động khác không liên quan trực tiếp đến việc huấn luyện. Ngày nghỉ bị hạn chế. Trong những trường hợp hiếm hoi, lính nghĩa vụ được cấp phép nghỉ phép hai tuần một hoặc hai lần trong suốt thời gian tại ngũ. Quân nhân không được phép kết hôn, vì vậy những người lính nghĩa vụ thường sống độc thân cho đến khi họ bước sang tuổi 30, để hoàn thành quá trình gia nhập Đảng Lao động của mình. Khoảng năm phần trăm số người nhập ngũ, theo yêu cầu của quân đội, sẽ tiếp tục học cao đẳng hoặc đại học sau khóa học dự bị kéo dài một năm. Con đường đến với giáo dục đại học này được coi là dễ dàng hơn so với việc tiếp tục học ngay sau khi tốt nghiệp trung học cơ sở.

## Nam giới
Nghĩa vụ quân sự đối với nam giới diễn ra khá phổ biến, đàn ông phải phục vụ tối đa 10 năm trong lực lượng chiến đấu và 13 năm trong lực lượng chiến đấu chuyên biệt (như lực lượng tên lửa).

## Nữ giới
Phụ nữ chỉ phục vụ tối đa 7 năm trong tất cả các lực lượng; CIA ước tính rằng phụ nữ chiếm khoảng 20% quân số. Họ được tuyển chọn theo tỷ lệ mà cứ một phụ nữ thì có chín nam giới nhập ngũ. Phụ nữ phục vụ trong cả ba quân chủng của KPA: Lục quân, Hải quân và Không quân.